# Ясукава, Акт
Юка Ясукава (яп. 安川結花 Ясукава Юка, род. 13 ноября 1986) — бывшая японская реслерша, более известная под псевдонимом Акт Ясукава (яп. 安川惡斗 Ясукава Акуто). Ясукава выступала с 2012 по 2015 годы в японской дзёси пуро организации World Wonder Ring Stardom. Атрибутами её персонажа были повязка на правом глазу и бутылка с ромом, который она плевала в людей во время выступлений.

## Карьера в реслинге
Свой дебют Ясукава совершила на ринге Син-Киба в Токио победив Юури Харуку.
В начале 2013 года Акт вместе с Нацуки Таиё и Саки Касимой выиграла турнир трио, став первыми чемпионами Artist of Stardom. Через три месяца команде пришлось сдать титулы из-за травмы Ясукавы.
В ноябре того же года, Акт Ясукава победила Тёмного Ангела на арене Коракуэн и получила титул Wonder of Stardom. В июне 2014 года Ясукава сдала титул из-за осложнений связанных с диффузным токсическим зобом. В то же время Акт перенесла операцию по удалению катаракты. Во время восстановления Акт Ясукава помогала закулисным работникам Stardom.
Возвращение на ринг состоялось 7 декабря 2014 года, объединившись с Келли Скейтер Акт проиграла Каири Ходзё и Когуме.
На четвёртом ежегодном шоу на арене Коракуэн, Ясукава победила Маю Иватани и стала первой двукратной обладательницей титула Wonder of Stardom.
22 февраля 2015 года состоялся матч за титул Wonder of Stardom против Ёсико, который был завершён без результата после того как Ёсико стала избивать Ясукаву на самом деле. После матча Ясукава истекала кровью и была доставлена в госпиталь, где были диагностированы перелом скуловой кости, костей носа и глазницы Инцидент привлёк внимание общественности в Японии и получил название  (яп. 凄惨マッチ Сэйсан Матти, "Жуткий матч").
1 мая 2015 года Акт была вынуждена сдать титул из-за полученных ранее травм. 23 сентября Ясукава вернулась на ринг. 1 декабря Акт Ясукава объявила, что её прощальный матч состоится 23 февраля 2015 года. Для своего прощального матча объединила силы с Кёко Кимурой в матче против Харуки Като и Каири Ходзё, матч выиграли Ясукава и Кимура. Впоследствии Ясукава продолжила работать на Stardom как менеджер группировки Оэдотай.

## Личная жизнь
Юка родилась в Мисаве, её семья регулярно переезжала из-за службы её отца в Силах самообороны Японии.
В свободное время занимается кулинарией и садоводством.
Жизнь Ясукавы была положена в основу японского документального фильма 2015 года Гамусяра.

## Приёмы
- Завершающие приёмы
  - Orochi (Head-trap Argentine leglock)[3]
- Коронные приёмы
  - ACT Special (Oklahoma Stampede)[3]
  - Akuton (High-angle senton bomb)[3]

## Титулы и награды
- World Wonder Ring Stardom
  - Artist of Stardom Championship (1 раз) — с Нацуки Таиё и Саки Касимой[7][8]
  - Wonder of Stardom Championship (2 раза)[11][12]
  - Командный турнир Goddesses of Stardom (2013) — с Кёко Кимурой[11]
  - Fighting Spirit Award (2013, 2015)[31][32]
  - Technique Award (2012)[33]